# Антецедент
Антецедент (лат. antecedens — «предшествующее») — на языке старых философов, особенно у логиков Кантовской школы, в их учении о суждениях, заключениях и доказательствах антецедент означает отчасти логическое подлежащее в его отношении к сказуемому, отчасти — причину в отношении к следствию.
Вообще антецедентом называются предшествующие события, помогающие уяснению настоящего. В этом смысле говорят, например, об антецеденте какого-нибудь лица, желая этим выразить, что прежний его образ действий дает основания ожидать от него того-то или другого.
В условном высказывании «Если А, то В» высказывание «А» есть антецедент, а высказывание «В» называется консеквентом (лат. consequens — «следствие», «вывод»). Например, в условном высказывании «Если сейчас ночь, то темно»: антецедент — «сейчас ночь», а консеквент — «темно».